# Киньонес Молина, Альфонсо
Альфонсо Киньонес Молина (исп. Alfonso Quiñónez Molina; 11 января 1874, Сучитото, Кускатлан — 22 мая 1950, Сан-Сальвадор) — сальвадорский врач и государственный деятель, и. о. президента ((1918—1919 и 1914—1915), президент Сальвадора (1923—1927).

## Биография
Родился в семье Лусио Киньонеса и Аурелии Молины де Киньонес.
Был членом либерально ориентированной Демократической партии.
Получил медицинское образование, являлся профессором гигиены и медицины Сальвадорского университета. Входил в состав Руководящего совета по психиатрии. Являлся заместителем декана медицинского факультета, а затем — член Руководящего совета и директор отдела профилактики венерических заболеваний. Также возглавлял психиатрическую клинику Сары. В 1909—1910 гг. был уполномоченным делегатом Сальвадора на Четвёртой Международной санитарной конференции, проходившей в Сан-Хосе, Коста-Рика.
В 1914—1915 гг. — и. о. президента Сальвадора. Был женат на Элеоноре Мелендес, сестре бывших президентов Карлоса и Хорхе Мелендесов. В годы их правления занимал пост вице-президента: 1915—1918 и 1919—1923 гг., соответственно. В браке родилась дочь Мерседес Киньонес Мелендес. Выступал выразителем интересов кофейной олигархии.
В 1918 г. основал «Красную лигу» как связующее звено между буржуазным правительством и крестьянами. Иногда лига рассматривается как прототип милитаристски-народной прогосударственной партии. Однако далеко идущий олигархический контроль и его принадлежность к кофейной буржуазии не позволила ему превратить лигу в минимально удовлетворительную форму народного представительства.
В 1923—1927 гг. — президент Сальвадора. Годы его правления — период наивысшего взлета кофейного бума. Формально формой правления в Сальвадоре считалась демократия, однако правил он как беспощадный диктатор, деятельности оппозиции эффективно препятствовали репрессивные меры. В качестве популистских мер в мае 1926 г. он издал декрет о снижении арендной платы за квартиры и разрешил создание социальных жилищных кооперативов.
Решение президента взять международные кредиты для строительства дорог в Сан-Сальвадоре вызвало разногласия в обществе, которыми в дальнейшем воспользовались другие президенты, в частности, Максимилиано Эрнандес Мартинес.
Незадолго до истечения срока своих полномочий он назначил определил своим преемником вице-президента Пио Ромеро Боске, который должен был стать ставленников доминировавшей на тот момент в Сальвадоре политической династии Менендес. Однако тот стал проводить независимую политику. В декабре 1927 г. Молина, Хорхе Мелендес и другие члены сальвадорской олигархии и их сторонники совершили безуспешную попытку государственного переворота.
Выступил основателем Национального радио Сальвадора.